# Клод Жад
Клод Жад (на френски: Claude Jade, родена като Клод Марсел Жорѐ, Claude Marcelle Jorré) е френска киноактриса, родена на 8 октомври 1948 г. в Дижон, починала на 1 декември 2006 г. в Париж. 

## Биография
Взимала е уроци по актьорско майсторство в консерваторията в Дижон и в театъра в Париж. Дебютира като актриса в киното през 1968 г. във филма „Откраднати целувки“ на режисьора Франсоа Трюфо. Режисьорът открива Клод Жад в театъра. Тя още няма 19 години и играе в „Хенри IV“ на Пирандело. Трюфо е „завладян от красотата, маниерите, нежността и радостта ѝ от живота“. Тя изигра главните роли в други два негови филма: ухажвана в „Откраднати целувки“, омъжена в „Съвместно съжителство“, изоставена в „Любов в бягство“. Следва международна кариера: Клод Жад участва в американски, италиански, белгийски, японски, немски и съветски филми. Един от най-значимите ѝ успехи е ролята на смелата героиня от поредицата „Островът на тридесет ковчега“ (1979). Последната ѝ роля е през 2006 г. като Селимен в „Селимен и кардинал“. Снимала се е в 80 филма (Кино, телевизия).
Клод Жад получава Орден на Почетния легион през 1998 г. за артистичните си заслуги

## Избрана филмография
| Година | Филм                            | Оригинално заглавие                  | Роля               | Режисьор             |
| ------ | ------------------------------- | ------------------------------------ | ------------------ | -------------------- |
| 1968   | Откраднати целувки              | Baisers volés                        | Кристин Дарбон     | Франсоа Трюфо        |
| 1968   | Под знака на Монте Кристо       | Sous le signe de Monte-Cristo        | Линда              | Андре Юнебел         |
| 1969   | Топаз                           | Topaz                                | Мишел Пикар        | Алфред Хичкок        |
| 1969   | Моят чичо Бенжамен              | Mon oncle Benjamin                   | Манет              | Едуар Молинаро       |
| 1970   | Съвместно съжителство           | Domicile conjugal                    | Кристин Доанел     | Франсоа Трюфо        |
| 1971   | Лодката на тревата              | Le bateau sur l'herbe                | Елеонора           | Жерар Браш           |
| 1972   | Свещи пожари                    | Les feux de la Chandeleur            | Лора Бурсо         | Серж Корбер          |
| 1973   | Забранени свещеници             | Prêtres interdits                    | Франсоаз           | Дени дьо Ла Пателиер |
| 1973   | Дом сладък дом                  | Home sweet home                      | Клер               | Беноа Лами           |
| 1975   | Злото удоволствие               | Le malin plaisir                     | Жули               | Бернар Тублан-Мишел  |
| 1977   | Спирала от мъгла                | Una spirale di nebbia                | Мария Тереза       | Ерипрандо Висконти   |
| 1979   | Любовта си отива                | L'amour en fuite                     | Кристин Доанел     | Франсоа Трюфо        |
| 1979   | Островът на тридесет ковчега    | L'île aux trente cercueils           | Вероника д'Ержемон | Марсел Кравен        |
| 1980   | Техеран 43                      | Teheran 43 / Тегеран-43              | Франсоаз           | Александър Алов      |
| 1981   | Ленин в Париж                   | Ленин в Париже                       | Инеса Арманд       | Сергей Юткевич       |
| 1982   | Честта на капитан               | L'honneur d'un capitaine             | адвокат Валуин     | Пиер Шоендоерфер     |
| 1982   | Лиз и Лора                      | Lise et Laura                        | Лиз / Лора         | Анри Хелман          |
| 1984   | Малко момиченце в слънчогледите | Une petite fille dans les tournesols | Марел              | Бернар Ферие         |
| 1987   | Мъжът, който не беше там        | L'homme qui n'était pas là           | Алиса              | Рене Фере            |
| 1992   | Ролева чест                     | Tableau d'honneur                    | Габриел Мартен     | Чарлз Немес          |
| 1994   | Бонсоар                         | Bonsoir                              | Каролин Уинберг    | Жан-Пиер Моки        |
| 1995   | Безследно изчезнал              | Porté disparu                        | Хелене             | Жак Ришар            |
| 1998   | Салът на медузата               | Radeau de la Méduse                  | Рен Шмалц          | Ирадж Азими          |
| 2000   | Без дом                         | Sans famille                         | Красивата дама     | Пиер Ришар           |